# Lida van der Anker-Doedens
Alida Geertruida „Lida” van der Anker-Doedens (ur. 28 lipca 1922 w Rolde, zm. 1 kwietnia 2014 w Haarlem), holenderska kajakarka. Srebrna medalistka olimpijska z Londynu.

## Kariera sportowa
Brała udział w dwóch igrzyskach (IO 48, IO 52). W 1948 zajęła drugie miejsce w jedynce na dystansie 500 metrów – wyprzedziła ją jedynie Dunka Karen Hoff. Cztery lata później ukończyła rywalizację na czwartym miejscu.